# Primnoa wingi
Primnoa wingi is een zachte koraalsoort uit de familie Primnoidae. De koraalsoort komt uit het geslacht Primnoa. Primnoa wingi werd in 2005 voor het eerst wetenschappelijk beschreven door Cairns & Bayer. 